# Sistema R
O Sistema R (em inglês, System R) foi um sistema de banco de dados construído pela IBM no seu Centro de Pesquisas de Almaden (Almaden Research Center), em San José, Califórnia, no ano de 1974 - naquela época, o centro ainda se chamava San Jose Research.
O Sistema R foi o primeiro a implementar SQL, que, mais tarde, veio a tornar-se o padrão de fato das linguagens de consulta relacionais. Foi ainda o primeiro a demonstrar que um Sistema de Gerenciamento de Banco de Dados relacional poderia prover um bom desempenho no processamento de transações, embora não utilizar um modelo de total conforme com as  regras do modelo relacional] de Ted Codd.
A arquitetura e os componentes do Sistema R (por exemplo, seu algoritmo de programação dinâmica usado para otimização de consultas) influenciaram decisivamente muitos dos sistemas relacionais que lhe seguiram.
O primeiro cliente do Sistema R foi a Pratt & Whitney em 1977.